# Jeff Stork
Jeffrey Malcolm Stork, detto Jeff (Longview, 8 luglio 1960), è un allenatore di pallavolo, ex pallavolista ed ex giocatore di beach volley statunitense.
Giocava nel ruolo di palleggiatore.

## Carriera

### Giocatore
Campione del mondo nel 1986 e campione olimpico nel 1988 con la nazionale statunitense nella quale fece il suo esordio nell'estate del 1984 per poi tornarci in pianta stabile nel maggio del 1985, chiamato dal suo ex coach alla Pepperdine University, Marv Dunphy.
Partecipò da protagonista all'epoca d'oro della pallavolo statunitense degli anni ottanta, al fianco di compagni di squadra quali Karch Kiraly e Steve Timmons. Insieme a quest'ultimo conquistò anche la medaglia di bronzo alle Olimpiadi di Barcellona '92. Sul finire degli anni ottanta fa il suo esordio nel campionato italiano, militando prima al Maxicono Parma (con il quale conquistò il titolo oltre ad una lunga serie di altri trofei) e poi alla Mediolanum Milano. 
Nel 1993 fu nominato MVP della serie A.
Intorno agli anni 90 cominciò a giocare anche a Beach volley giocando al Bud Light 4-Man Beach Volleyball League dove ottenne ottimi risultati vincendo la manifestazione e divenendo MVP di quest'ultima nel 1991 e nel 1994.

### Allenatore
Nel 1997, terminata la sua carriera da giocatore, diventa assistente di una squadra femminile del Nuovo Messico.
Successivamente diventa assistente della squadra maschile della Pepperdine University, la squadra in cui giocava da giovane, e, nel 1999, venne nominato allenatore provvisorio in quanto l'allenatore capo, Marvin Dunphy, viene chiamato dalla nazionale statunitense come assistente per le Olimpiadi del 2000. Come allenatore provvisorio e come assistente ottiene ottimi risultati raggiungendo le semifinali della NCAA Division I venendo poi battuto da Ohio State.
Nel 2002 viene nominato allenatore della squadra femminile della California State University, Northridge.
La prima stagione con le Matadors, Stork, porta la squadra al secondo posto della classifica dell'ovest vincendo una serie di partite contro squadre più quotate, facendo una striscia di vittorie che la squadra non vedeva dal 1996, e portando la squadra alle finali della NCAA Division I.
La seconda stagione Stork ottiene un record di 17-11, record di vittorie che questa squadra non vedeva dalla stagione del 1996 e portandole per il secondo anno consecutivo alle finali NCAA Division I.
Nelle stagioni successive Stork non ottenne gli stessi risultati delle prime due stagioni e non riuscì più a portare la squadra alle finali NCAA Division I.

## Vita privata
Jeff è sposato con Sabine e ha tre figli: Matthew, che giocherà nella squadra giovanile maschile della California State University, Northridge, Daniel e Nicoletta.

## Palmarès

Stork (secondo da sinistra) al Parma nel 1990, premiato tra i migliori pallavolisti del mondiale per club

### Club
- Campionato italiano: 1

1989-90
- Coppa Italia: 1

1989-90
- Coppa delle Coppe: 2

1989-1990, 1992-1993
- Supercoppa europea: 1

1989-1990
- Campionato mondiale per club: 2

1989, 1992

### Nazionale (competizioni minori)
- Giochi panamericani 1987

### Premi individuali
- 1983 - NCAA Division I: All-Tournament Team
- 1984 - NCAA Division I: All-Tournament Team
- 1994 - Gazzetta dello Sport: Trofeo Gazzetta MVP della Regular Season del campionato italiano
- 2012 - Inserimento nella Volleyball Hall of Fame come giocatore